# Andrézieux-Bouthéon
Andrézieux-Bouthéon és un municipi francès situat al departament del Loira i a la regió d'Alvèrnia-Roine-Alps. L'any 2007 tenia 9.549 habitants.

## Demografia

### Població
El 2007 la població de fet d'Andrézieux-Bouthéon era de 9.549 persones. Hi havia 3.643 famílies de les quals 1.083 eren unipersonals (394 homes vivint sols i 689 dones vivint soles), 1.011 parelles sense fills, 1.258 parelles amb fills i 291 famílies monoparentals amb fills.
La població ha evolucionat segons el següent gràfic:
Habitants censats

### Habitatges
El 2007 hi havia 3.940 habitatges, 3.685 eren l'habitatge principal de la família, 57 eren segones residències i 197 estaven desocupats. 1.840 eren cases i 2.096 eren apartaments. Dels 3.685 habitatges principals, 1.868 estaven ocupats pels seus propietaris, 1.729 estaven llogats i ocupats pels llogaters i 88 estaven cedits a títol gratuït; 50 tenien una cambra, 357 en tenien dues, 952 en tenien tres, 1.077 en tenien quatre i 1.249 en tenien cinc o més. 2.408 habitatges disposaven pel capbaix d'una plaça de pàrquing. A 1.782 habitatges hi havia un automòbil i a 1.408 n'hi havia dos o més.

### Piràmide de població
La piràmide de població per edats i sexe el 2009 era:
| Homes | Edats   | Dones |
| ----- | ------- | ----- |
| 8     | 95 o +  | 16    |
| 0     | 90 a 94 | 24    |
| 24    | 85 a 89 | 68    |
| 48    | 80 a 84 | 76    |
| 104   | 75 a 79 | 188   |
| 176   | 70 a 74 | 164   |
| 156   | 65 a 69 | 188   |
| 132   | 60 a 64 | 184   |
| 216   | 55 a 59 | 172   |
| 356   | 50 a 54 | 368   |
| 312   | 45 a 49 | 316   |
| 336   | 40 a 44 | 352   |
| 324   | 35 a 39 | 308   |
| 284   | 30 a 34 | 268   |
| 316   | 25 a 29 | 344   |
| 357   | 20 a 24 | 244   |
| 369   | 15 a 19 | 376   |
| 452   | 10 a 14 | 324   |
| 248   | 5 a 9   | 356   |
| 344   | 0 a 4   | 236   |

## Economia
El 2007 la població en edat de treballar era de 6.266 persones, 4.299 eren actives i 1.967 eren inactives. De les 4.299 persones actives 3.877 estaven ocupades (2.115 homes i 1.762 dones) i 422 estaven aturades (207 homes i 215 dones). De les 1.967 persones inactives 500 estaven jubilades, 635 estaven estudiant i 832 estaven classificades com a «altres inactius».

### Ingressos
El 2009 a Andrézieux-Bouthéon hi havia 3.748 unitats fiscals que integraven 9.608 persones, la mediana anual d'ingressos fiscals per persona era de 16.209 €.

### Activitats econòmiques
Dels 798 establiments que hi havia el 2007, 7 eren d'empreses extractives, 12 d'empreses alimentàries, 9 d'empreses de fabricació de material elèctric, 4 d'empreses de fabricació d'elements pel transport, 62 d'empreses de fabricació d'altres productes industrials, 115 d'empreses de construcció, 183 d'empreses de comerç i reparació d'automòbils, 32 d'empreses de transport, 32 d'empreses d'hostatgeria i restauració, 16 d'empreses d'informació i comunicació, 53 d'empreses financeres, 50 d'empreses immobiliàries, 102 d'empreses de serveis, 82 d'entitats de l'administració pública i 39 d'empreses classificades com a «altres activitats de serveis».
Dels 192 establiments de servei als particulars que hi havia el 2009, 2 eren oficines del servei públic d'ocupació, 1 gendarmeria, 2 oficines de correu, 12 oficines bancàries, 1 funerària, 14 tallers de reparació d'automòbils i de material agrícola, 3 tallers d'inspecció tècnica de vehicles, 3 establiments de lloguer de cotxes, 3 autoescoles, 18 paletes, 24 guixaires pintors, 14 fusteries, 18 lampisteries, 9 electricistes, 3 empreses de construcció, 12 perruqueries, 1 veterinari, 10 agències de treball temporal, 23 restaurants, 12 agències immobiliàries, 3 tintoreries i 4 salons de bellesa.
Dels 63 establiments comercials que hi havia el 2009, 1 era un hipermercat, 1 un supermercat, 1 una gran superfície de material de bricolatge, 1 una botiga de més de 120 m², 1 una botiga de menys de 120 m², 8 fleques, 3 carnisseries, 4 llibreries, 15 botigues de roba, 3 botigues d'equipament de la llar, 1 una sabateria, 1 una botiga d'electrodomèstics, 10 botigues de mobles, 7 botigues de material esportiu, 2 drogueries, 1 una perfumeria, 1 una joieria i 2 floristeries.
L'any 2000 a Andrézieux-Bouthéon hi havia 15 explotacions agrícoles que ocupaven un total de 240 hectàrees.

## Equipaments sanitaris i escolars
El 2009 hi havia 3 farmàcies i 1 ambulància.
El 2009 hi havia 3 escoles maternals i 5 escoles elementals. A Andrézieux-Bouthéon hi havia 1 col·legi d'educació secundària, 1 liceu d'ensenyament general i 1 liceu tecnològic. Als col·legis d'educació secundària hi havia 847 alumnes, als liceus d'ensenyament general n'hi havia 1.273 i als liceus tecnològics 332.

## Poblacions més properes
El següent diagrama mostra les poblacions més properes.